# جزيرة غالفستون

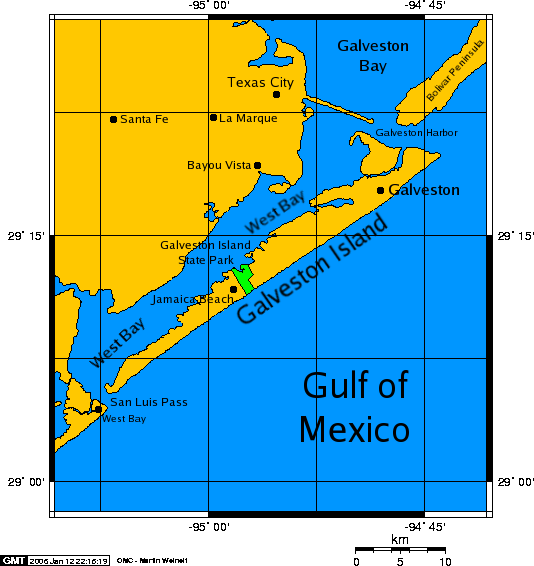
جزيرة غالفستون

جزيرة غالفستون هي جزيرة حاجزة على ساحل خليج تكساس في الولايات المتحدة، على بُعد حوالي 80.5 كم جنوب شرق هيوستن. تقع الجزيرة بأكملها، باستثناء جاميكا بيتش، ضمن حدود مدينة غالفستون في مقاطعة غالفستون.
يبلغ طول الجزيرة حوالي 43.5 كيلومترًا (27 ميلًا)، ولا يتجاوز عرضها في أوسع نقطة 3 أميال (4.8 كيلومترات). تقع الجزيرة عادةً في اتجاه الشمال الشرقي والجنوب الغربي، حيث يحدها خليج المكسيك من الشرق والجنوب، وخليج ويست من الغرب، وخليج غالفستون من الشمال. أما نقطة الوصول الرئيسية للجزيرة من البر الرئيسي فهي الطريق السريع بين الولايات 45، الذي يعبر جسر غالفستون الذي يعبر خليج ويست من الجانب الشمالي الشرقي للجزيرة.
يُصنّف سكان الجزيرة (غير السياح) أنفسهم بطريقتين: مولودون في الجزيرة (BOI) وسكان الجزيرة باختيارهم (IBC). يُشار إلى "BOI" في المطبوعات منذ عام ١٩٥٦ على الأقل، بينما يُشار إلى "IBC" في المطبوعات منذ عام ١٩٧٥.